# Számlálómérték
A számlálómérték a matematikai mértékek egyike. Általában véges halmazokon szokás értelmezni, ilyen módon a halmazfüggvények bevezető tárgyalására is alkalmas.

## Definíció
Legyen {\displaystyle X} mérhető véges halmaz, és {\displaystyle \Sigma } egy σ-algebra a részhalmazaiból. Ekkor a számlálómérték értelmezése:
{\displaystyle \mu :\Sigma \to \mathbb {R} ,\,S\mapsto |S|.}
A definíció természetesen terjeszthető ki nem véges halmazokra is a valós számok kibővített halmazán. Ekkor {\displaystyle X}-től elegendő a mérhetőséget megkövetelni. A számlálómérték definíciója ekkor:
{\displaystyle \mu :\Sigma \to \mathbb {R} _{b},S\mapsto {\begin{cases}|S|,&{\text{ha }}S{\text{ véges}}\\\infty ,&{\text{egyébként}}\end{cases}}}

## Példák
- Az egész számok halmazán értelmezhetjük a részhalmazok elemszámát. Ez számlálómérték lesz a definíció szerint.
- A rácssokszögek esetén számlálómérték a sokszög belsejében és határán található rácspontok számát megadó függvény.[2]